# Dermbach
Dermbach là một đô thị trong huyện Wartburg ở bang Thüringen, Đức. Đô thị này có diện tích 23,43 km².